# Carstairs
Carstairs is een plaats (town) in de Canadese provincie Alberta en telt 2656 inwoners (2006).

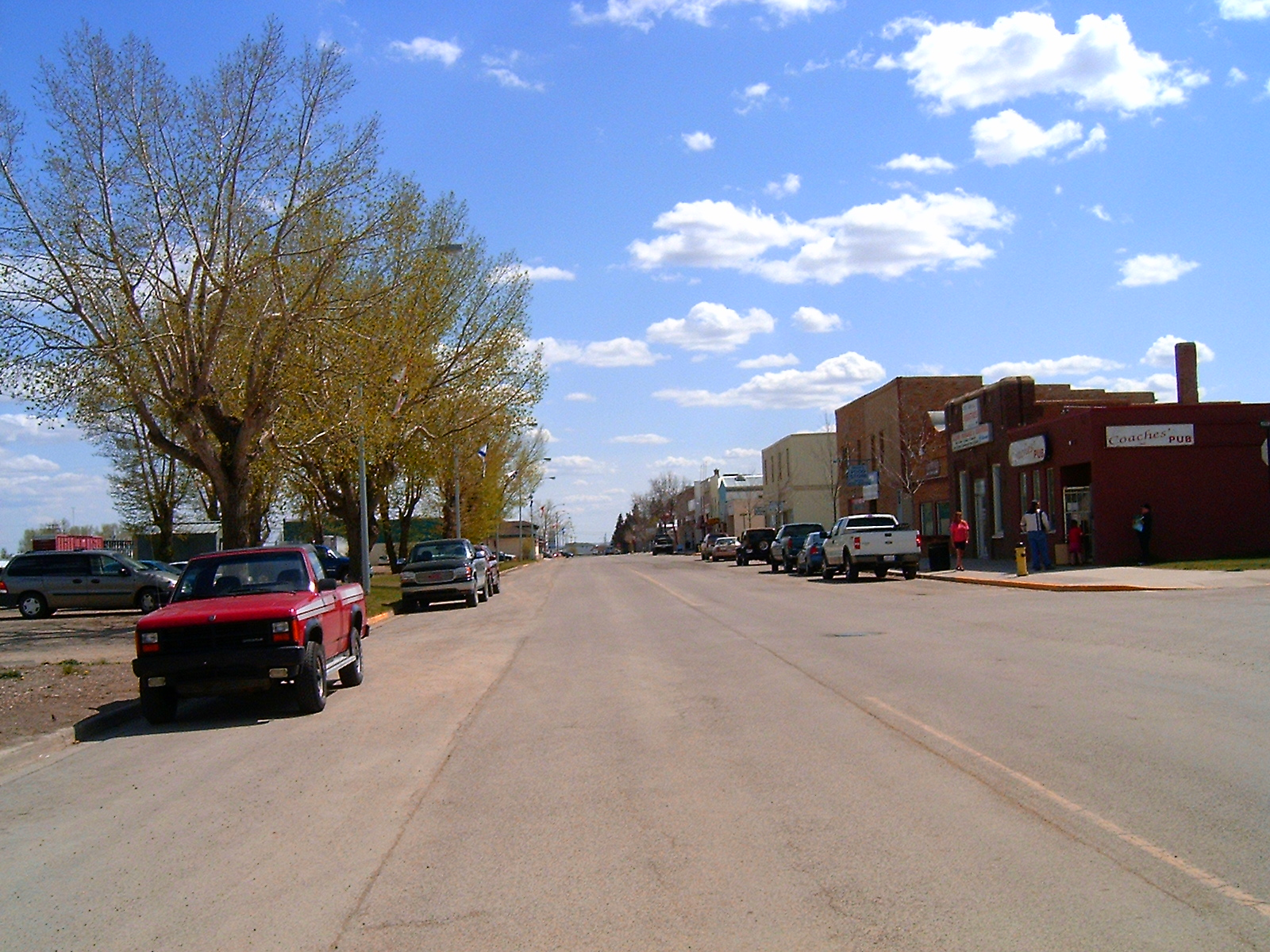
Alberta Mainstreet in Carstairs